# Väinö Siikaniemi
Väinö Villiam Siikaniemi (Hollola, Päijät-Häme, 27 de març de 1887 – Hèlsinki, 24 d'agost de 1932) va ser un atleta finlandès, especialista en el llançament de javelina, que va competir a començaments del segle xx. Posteriorment fou mestre, poeta i traductor.
El 1912 va prendre part en els Jocs Olímpics d'Estocolm, on va disputar dues proves del programa d'atletisme. En el llançament de javelina a dues mans guanyà la medalla de plata, rere Juho Saaristo, mentre en el llançament de javelina fou cinquè.
En acabar els Jocs es retirà de la pràctica esportiva i es va centrar en els seus estudis, per graduar-se com a professor de matemàtiques. Siikaniemi també va ser poeta, traductor i autor de lletres de cançons. El 1916 es casà amb la cantant Oili Siikaniemi. Morí prematurament, als 45 anys, per culpa de les complicacions d'una pneumònia.